# UE Extremenya
U.E. Extremenya – klub piłkarski z Andory z siedzibą w La Massana.